# Crassispira safagaensis
Crassispira safagaensis é uma espécie de gastrópode do gênero Crassispira, pertencente à família Pseudomelatomidae.